# Lina (jméno)
Lina je ženské křestní jméno, které mohlo vzniknout zkrácením různých jmen různého původu. Může být buďto germánského (zkrácenina jména Karolína), řeckého (zkrácenina jména Angelina) nebo latinského (zkrácenina jména Pavlína) původu, případně může jít i o ženskou podobu řeckého jména Linus. Svátek slaví dne 23. září, spolu se jménem Berta.
Na světě žilo k roku 2014 odhadem 1 153 366 nositelek jména Lina, nejvíce z nich žilo v Indonésii a Kolumbii. V Evropě je jméno nejvíce rozšířeno v Itálii, Německu, Litvě a ve Švédsku. Jméno je rovněž rozšířeno i v Rusku či v podobě Lyna na Ukrajině.
Lina je také domáckou podobou jména Alina.

## Domácké podoby
Mezi české domácké podoby jména Lina patří Linka, Linuška, Linečka, Linča, Lini, Linuš, Linuše apod.

## Vývoj popularity
Vzhledem k tomu, že nejvíce žijících nositelek jména Lina k roku 2016 se narodilo v roce 2016 (7), je zřejmé, že jeho trend je rostoucí. I tak se ale v Česku na rozdíl od ostatních zemí vyskytuje sporadicky. Nejvíce se jméno vyskytovalo ve dvou vlnách, jedna proběhla v letech 1985 – 1991, druhá v letech 2003 – 2016 (kvůli chybějícím datům nelze říct, zda je jméno stále používáno či nikoliv). Mezi oběma vlnami se narodily pouze dvě nositelky, před rokem 1985 se jméno vyskytovalo extrémně vzácně a kromě roku 1938, kdy se narodily dvě žijící nositelky, se nikdy nenarodila více než jedna nositelka žijící k roku 2016.

## Významné osobnosti
- Lina Bahrová – norská fotografka
- Lina Bertucciová – americká subkulturní umělkyně
- Lina Čerjazovová – uzbecká akrobatická lyžařka
- Lina Grinčikaitė – litevská atletka
- Lina Heydrichová – manželka Reinharda Heydricha
- Lina Jonn – švédská průkopnice v oblasti fotografického průmyslu
- Lina Kačiušytėová – litevská plavkyně
- Lina Kostenková – ukrajinská básnířka
- Lina Loos – rakouská herečka a fejetonistka
- Lina Mayer – slovenská zpěvačka
- Lina Medina – nejmladší známá matka v historii
- Lina Radkeová – rakouská atletka
- Lina Šternová – sovětská lékařka, biochemička a fyzioložka
- Lina Tsaldari – švédská politička
- Lina Wertmüllerová – italská režisérka